# 常緑広葉樹林
常緑広葉樹林（じょうりょくこうようじゅりん）とは、落葉する時期のない、主として広葉樹からなる森林のことである。熱帯から暖温帯の雨の多い地域（ケッペンの気候区分のA気候・C気候）にだけ見られる、熱帯雨林（ジャングル・セルバ）を構成する樹木である。

## 概要
樹木は、太い幹で体を支え、そこに水や栄養を蓄えて、葉を広げて光合成を行う。葉は、平たくて薄く、乾燥や寒さには弱い構造である。熱帯で年中雨が多ければ、大きな葉を広げて、年中光合成を行うのが可能になるが、乾燥や寒さが定期的に来ると、そういうわけにはいかなくなる。
乾燥や寒さに対しては、葉を小さくしたり厚くしたりする事で抵抗する事が出来る。そうやって対抗できるうちはいいが、それでも間に合わない、つらい時期には葉を捨てる事で対応する。葉の使用期間は短くなるが、都合のいい時期だけに葉を広げるならば、葉を厚くしたりする工夫は少なくてすむ。
そういうわけで、熱帯であっても、乾期の厳しい場所では、その時期に葉を落とすものが現れる。このような森林を雨緑林とよぶ。
また、温帯（ケッペンの気候区分でC気候）では、ある程度以上冬の寒さがひどければ、その時期に落葉して、落葉樹林が成立する。
そういうわけで、常緑広葉樹林は、熱帯では乾期と雨季の差の少ない地域での熱帯雨林、温帯でも暖かい方、暖温帯での森林に限定される。暖温帯で、樹木が落葉せずにやって行ける地域には二つの型がある。一つは、地中海周辺に代表される、夏に雨の少ない気候で、ここでは、冬に葉を落とす必要はないものの、夏が厳しい条件なので、葉は小さく硬く、樹木の背はあまり高くなれない。この森林を硬葉樹林と言う。もう一つは、日本に見られるもので、夏に雨の多い地域に出現する、照葉樹林である。